# Szabó Márta (színművész)
Szabó Márta (Budapest, 1970. december 24. –) Jászai Mari-díjas és Aase-díjas magyar színésznő.

## Életpályája
Gyermekkorát Mindszenten töltötte. A Szabadsághegyi Gyermekgyógyintézetben ápolónőnek tanult, dolgozott is a szakmájában. Később a József Attila Színházhoz került kellékesként, majd felvételizett a színművészeti főiskolára, ahova nem vették fel. Előbb a Nemzeti Színház, majd az Arany János Színház Stúdiójában tanult. 
Öt év stúdiózás után leszerződött segédszínésznek a kecskeméti Katona József Színházhoz, viszont Verebes István hívására mégis a nyíregyházi Móricz Zsigmond Színház tagja lett 1995-ben. Itt hat évet töltött el. 2001-2004 között a Bárka Színház tagja volt, majd 2004-2013 között szabadúszó. 2013-tól ismét a Móricz Zsigmond Színház tagja.

## Fontosabb színházi szerepei
- William Shakespeare: Hamlet... Ophelia
- Molière: Tartuffe... Dorine
- Anton Pavlovics Csehov: Sirály... Nyina
- Anton Pavlovics Csehov: Ványa bácsi... Szonya
- Henrik Ibsen: Nóra... Lindéné
- Tennessee Williams: A vágy villamosa... Stella

## Filmes és televíziós szereplések
- Szabadság, szerelem (2006)
- Marslakók (2012)
- Berosált a rezesbanda (2013) – Dongó anyja

## Díjai és kitüntetései
- Országos Színházi Fesztivál legjobb női alakítás díja (1997)
- Domján Edit-díj (2001)
- Móricz-gyűrű (2014)
- Aase-díj (2017)[4]
- Jászai Mari-díj (2018)[5]